# Chaussenans
Chaussenans est une commune française située dans le département du Jura, dans la région culturelle et historique de Franche-Comté et la région administrative Bourgogne-Franche-Comté.

## Géographie

### Climat
Pour des articles plus généraux, voir Climat de la Bourgogne-Franche-Comté et Climat du département du Jura.
En 2010, le climat de la commune est de type climat de montagne, selon une étude du Centre national de la recherche scientifique s'appuyant sur une série de données couvrant la période 1971-2000. En 2020, Météo-France publie une typologie des climats de la France métropolitaine dans laquelle la commune est exposée à un climat semi-continental et est dans la région climatique  Jura, caractérisée par une forte pluviométrie en toutes saisons (1 000 à 1 500 mm/an), des hivers rigoureux et un ensoleillement médiocre. 
Pour la période 1971-2000, la température annuelle moyenne est de 9,5 °C, avec une amplitude thermique annuelle de 16,8 °C. Le cumul annuel moyen de précipitations est de 1 510 mm, avec 13,9 jours de précipitations en janvier et 9,6 jours en juillet. Pour la période 1991-2020, la température moyenne annuelle observée sur la station météorologique de Météo-France la plus proche, « Besain », sur la commune de Besain à 7 km à vol d'oiseau, est de 9,6 °C et le cumul annuel moyen de précipitations est de 1 525,6 mm. 
La température maximale relevée sur cette station est de 39,5 °C, atteinte le 25 juillet 2019 ; la température minimale est de −33 °C, atteinte le 2 janvier 1971,,. 
Les paramètres climatiques de la commune ont été estimés pour le milieu du siècle (2041-2070) selon différents scénarios d'émission de gaz à effet de serre à partir des nouvelles projections climatiques de référence DRIAS-2020. Ils sont consultables sur un site dédié publié par Météo-France en novembre 2022.

## Urbanisme

### Typologie
Au 1er janvier 2024, Chaussenans est catégorisée commune rurale à habitat dispersé, selon la nouvelle grille communale de densité à sept niveaux définie par l'Insee en 2022.
Elle est située hors unité urbaine. Par ailleurs la commune fait partie de l'aire d'attraction de Poligny, dont elle est une commune de la couronne,. Cette aire, qui regroupe 22 communes, est catégorisée dans les aires de moins de 50 000 habitants,.

### Occupation des sols
L'occupation des sols de la commune, telle qu'elle ressort de la base de données européenne d’occupation biophysique des sols Corine Land Cover (CLC), est marquée par l'importance des territoires agricoles (74,6 % en 2018), une proportion identique à celle de 1990 (74,6 %). La répartition détaillée en 2018 est la suivante : 
zones agricoles hétérogènes (74,6 %), forêts (25,4 %). L'évolution de l’occupation des sols de la commune et de ses infrastructures peut être observée sur les différentes représentations cartographiques du territoire : la carte de Cassini (XVIIIe siècle), la carte d'état-major (1820-1866) et les cartes ou photos aériennes de l'IGN pour la période actuelle (1950 à aujourd'hui).

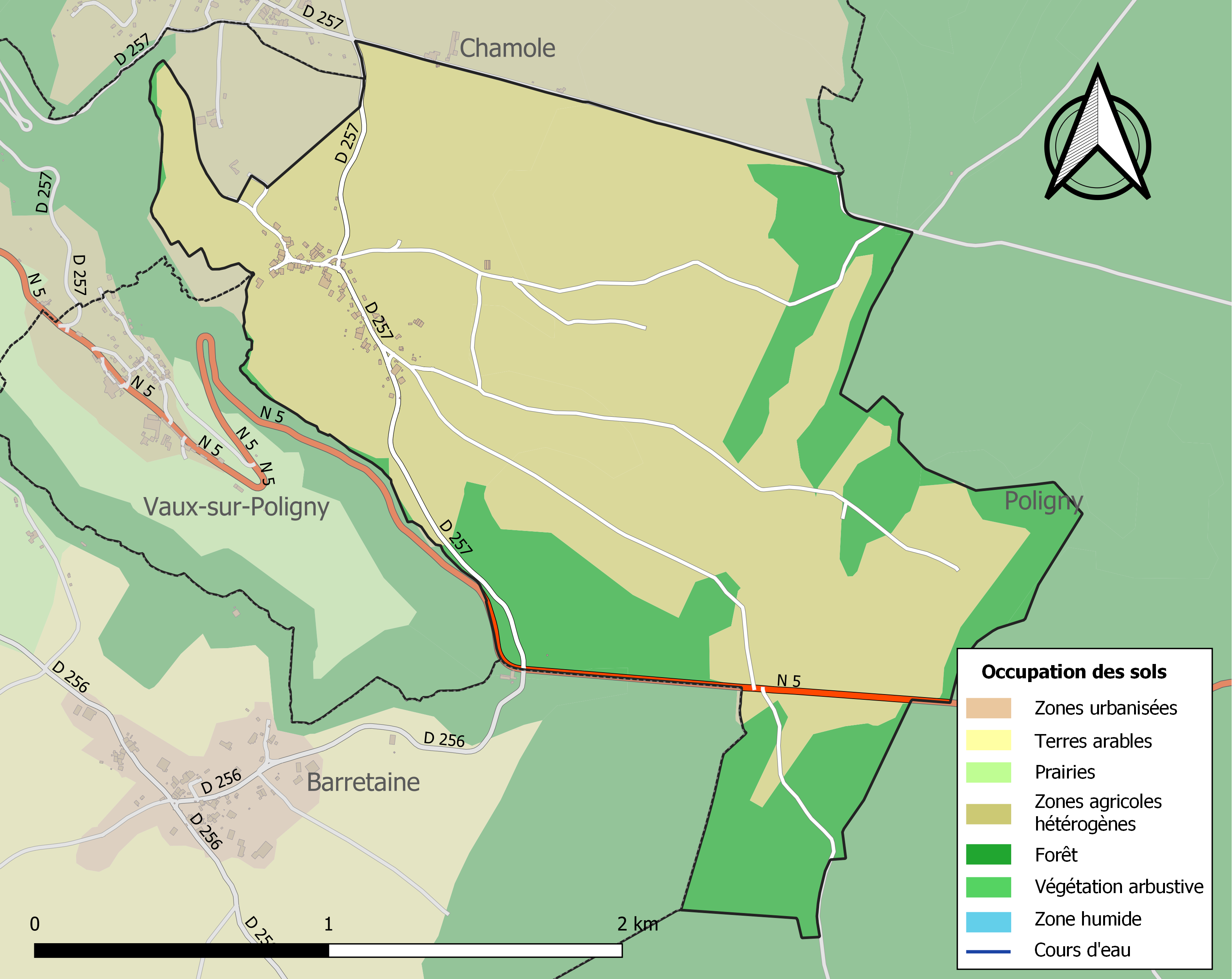
Carte des infrastructures et de l'occupation des sols de la commune en 2018 (CLC).

## Histoire
Le village a subi la guerre de dix ans et a presque été entièrement détruit lors de la bataille de Poligny, le 19 juin 1638.

## Politique et administration
| Période    | Période   | Identité           | Étiquette | Qualité     |
| ---------- | --------- | ------------------ | --------- | ----------- |
| avant 1995 | ?         | Pierre Midol       |           |             |
|            | 2004      | Jean-Michel Maitre |           |             |
| 2004       | mars 2014 | Serge Dayet        |           |             |
| 2014       | 2020      | Angélique Noroy    | DVG       | Professeure |
| 2020       | En cours  | Laurent Masson     |           |             |

## Démographie
L'évolution du nombre d'habitants est connue à travers les recensements de la population effectués dans la commune depuis 1793. Pour les communes de moins de 10 000 habitants, une enquête de recensement portant sur toute la population est réalisée tous les cinq ans, les populations de référence des années intermédiaires étant quant à elles estimées par interpolation ou extrapolation. Pour la commune, le premier recensement exhaustif entrant dans le cadre du nouveau dispositif a été réalisé en 2008.

En 2022, la commune comptait 107 habitants, en évolution de +11,46 % par rapport à 2016 (Jura : −0,81 %, France hors Mayotte : +2,11 %).
| 1793 | 1800 | 1806 | 1821 | 1831 | 1836 | 1841 | 1846 | 1851 |
| ---- | ---- | ---- | ---- | ---- | ---- | ---- | ---- | ---- |
| 234  | 209  | 256  | 274  | 273  | 280  | 239  | 232  | 211  |

| 1856 | 1861 | 1866 | 1872 | 1876 | 1881 | 1886 | 1891 | 1896 |
| ---- | ---- | ---- | ---- | ---- | ---- | ---- | ---- | ---- |
| 192  | 195  | 166  | 166  | 174  | 167  | 165  | 162  | 137  |

| 1901 | 1906 | 1911 | 1921 | 1926 | 1931 | 1936 | 1946 | 1954 |
| ---- | ---- | ---- | ---- | ---- | ---- | ---- | ---- | ---- |
| 121  | 120  | 129  | 108  | 113  | 114  | 117  | 96   | 101  |

| 1962 | 1968 | 1975 | 1982 | 1990 | 1999 | 2006 | 2008 | 2013 |
| ---- | ---- | ---- | ---- | ---- | ---- | ---- | ---- | ---- |
| 85   | 90   | 80   | 71   | 79   | 89   | 107  | 112  | 98   |

| 2018 | 2022 | - | - | - | - | - | - | - |
| ---- | ---- | - | - | - | - | - | - | - |
| 103  | 107  | - | - | - | - | - | - | - |

## Lieux et monuments

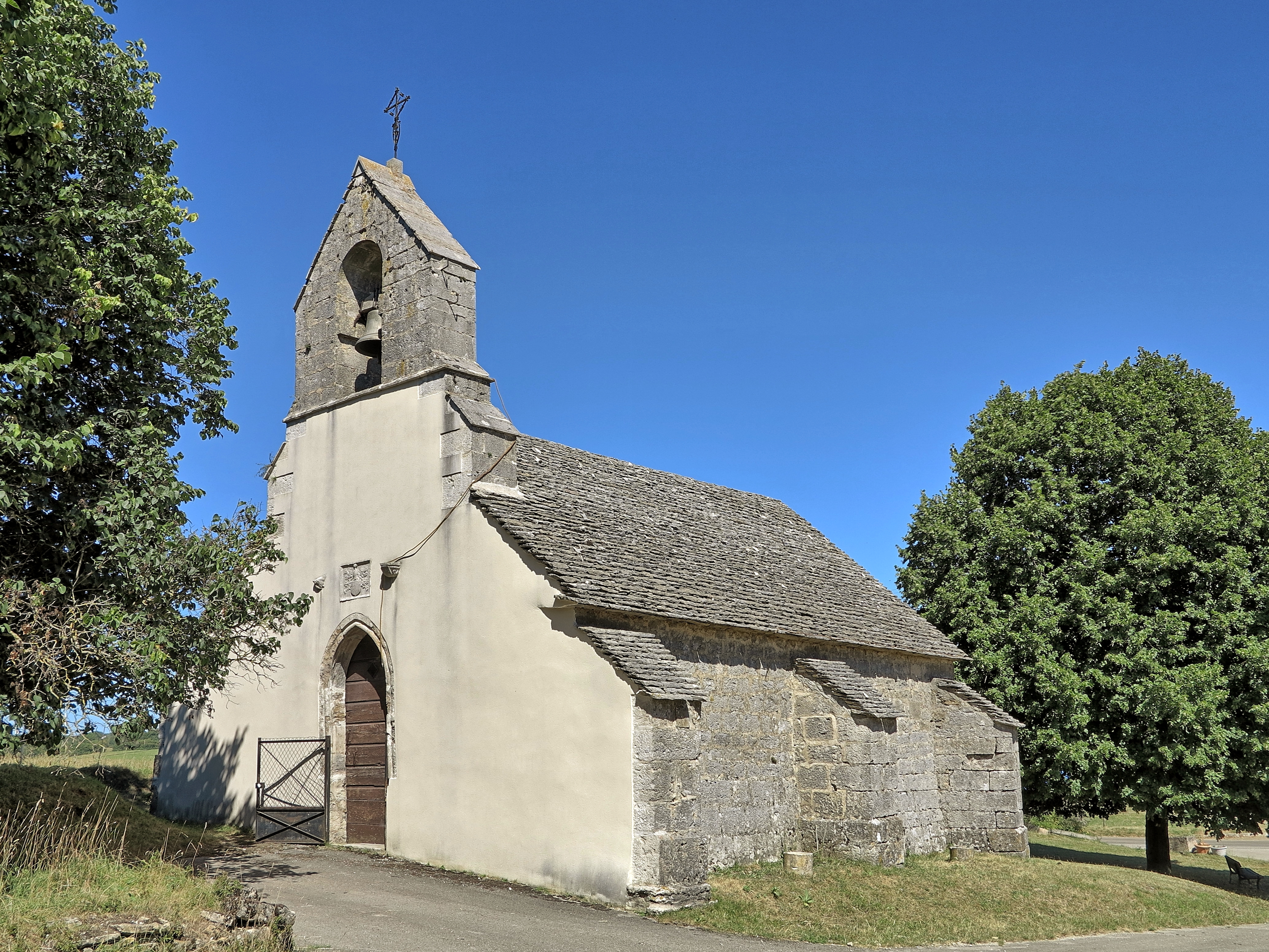
La chapelle Sainte-Anne.

- Chapelle Sainte-Anne, datant du XIVe siècle selon Alphonse Rousset, du XVe siècle selon René Tournier.

La famille des Laubespin possédait à Chaussenans le fief de la Tour dont les bâtiments jouxtaient la chapelle. Le vaisseau, de plan rectangulaire et relativement large (environ 9,50 x 6,50) ne marque aucune distinction pour le chœur : dépourvu de baies latérales, il reçoit sa lumière uniquement par son unique fenêtre en arc brisé ouverte dans le chevet plat. Son vitrail a été remplacé en 1993.
 Œuvre du maître-verrier Bruno Tosi, il représente un dessin du XVIe siècle, en verre antique, soufflé à la bouche. La lumière qui le traverse éclate à la façon des pierres précieuses.
 Sa belle couverture en laves reposant directement sur la voûte, sans charpente donc, a été restaurée par M. Virot, un artisan-lavier de Clessé en Saône-et-Loire, parmi les rares ouvriers qualifiés spécialisés dans ce genre d’ouvrage.
 La chapelle restaurée a été inaugurée le 12 novembre 1993.
- Croix (XIVe s) ;
- Maisons fortes ;
- Maison de chasse des ducs de Bourgogne ;
- Fontaines ;
- Ancienne fruitière.

## Culture locale
- L'épisode 4 261 (du 19 avril 2021) du feuilleton Plus Belle la vie évoque le gentilé de Chaussenans (Chaussenier).